# ビクトリーロード
「ビクトリーロード」は、ラグビーワールドカップ2019におけるラグビー日本代表のチームソングであり、ラグビー日本代表ファンが歌う応援歌である。原曲はアニメ映画『耳をすませば』の挿入歌「カントリー・ロード」。

## 歴史
2019年2月、日本代表キャプテンのリーチマイケルより依頼を受けた山本幸輝が代表候補合宿時に同部屋だった三上正貴とともに考えたもので、「外国出身選手も歌いやすく、みんなが知っている歌」としてカントリーロードが選ばれた。原曲のサビ部分8小節を繰り返す短いメロディで、歌詞の一部を「ビクトリーロード」、「最後は笑える日がくるのさ」と置き換え、勝利への希望を表現している。さらに流大の提案で2回り目3回り目とテンポが上がる構成にした。長く苦しい合宿の練習終わりに皆で歌うチームソングだった。
応援歌としては、ラグビーワールドカップ2019の予選2戦目アイルランド戦（2019年9月28日）のスクラム中に有志により初めて合唱され、その歌声はテレビ中継でもはっきり聴こえている。強豪アイルランドに歴史的勝利を果たし、目の前でビクトリーロードの合唱を聴いていたジェイミー・ジョセフ日本代表ヘッドコーチは、試合後のグラウンドやロッカールームで選手達と輪になってビクトリーロードを熱唱。その光景がマスコミで繰り返し報道されると、日本中にビクトリーロードの存在が知れ渡るようになる。
予選3戦目サモア戦の前日（10月4日）には、Twitterで山本幸輝選手が歌唱し「みんなで歌って一つになりましょう」と動画投稿した。日本ラグビーフットボール協会もTwitterで、4戦目スコットランド戦の日（10月13日）に「#BRAVEを届けよう」のハッシュタグと共に、応援歌の合唱を呼びかけた。
日本代表の快進撃と共に「みんなで歌おうビクトリーロード」が合言葉となり、SNSでの拡散も相まって、日本代表戦の試合会場のほか、全国各地のパブリックビューイング会場でも合唱される応援歌になっていった。
2019年の年末、第70回紅白歌合戦の後半冒頭で、ラグビー日本代表選手19人と司会者3人が半円陣を組み、NHKホールの観客と共にビクトリーロードを大合唱。2019新語・流行語大賞の年間大賞となった「ONE TEAM」とともに2019年を象徴する出来事となった。
新型コロナウイルス感染症の世界的流行において、2020年には、日本全体を応援する動画企画「みんなで歌おうビクトリーロード」も行われた。